# Virgilio Cestari
Virgilio Cestari (Voghenza, 1861 – ...) è stato uno scultore e architetto italiano.

## Biografia
Dopo i primi studi a Ferrara alla Scuola Tecnica e del Disegno dal 1874 al 1882, si iscrisse poi all'Accademia di belle arti di Firenze, seguendo i corsi di scultura e architettura sino al 1884, mantenuto grazie ai sussidi elargiti dall'Amministrazione Provinciale di Ferrara. Completò poi la sua formazione all'Accademia di belle arti di Brera sotto la guida di Francesco Barzaghi, di cui fu allievo dal 1885.
Non si è certi riguardo ai suoi lavori nella Certosa ferrarese.
Dal 1892 risulta attivo in Argentina e Brasile dove ottenne riconoscimenti pubblici e realizzò vari monumenti, come quello eretto a Ouro Preto dedicato al patriota Tiradentes; progettò il parco di Buenos Aires (1909). Un elenco dei suoi monumenti sudamericani comparve in un articolo su La Provincia di Ferrara nel 1904.

## Esposizioni e Concorsi
- 1889 - Esposizione della Tisi, Ferrara[2] (Testa in creta, 1886, eseguita dal vero e proprietà di Zuffi[1])
- 1906 - Fu tra i selezionati nel Concorso per la realizzazione del Monumento a Garibaldi da collocare a Ferrara, al quale non partecipò essendo operante a Buenos Aires.[4]